# Apamea formosensis
Apamea formosensis är en fjärilsart som beskrevs av George Francis Hampson. Apamea formosensis ingår i släktet Apamea och familjen nattflyn. Inga underarter finns listade i Catalogue of Life.

## Bildgalleri

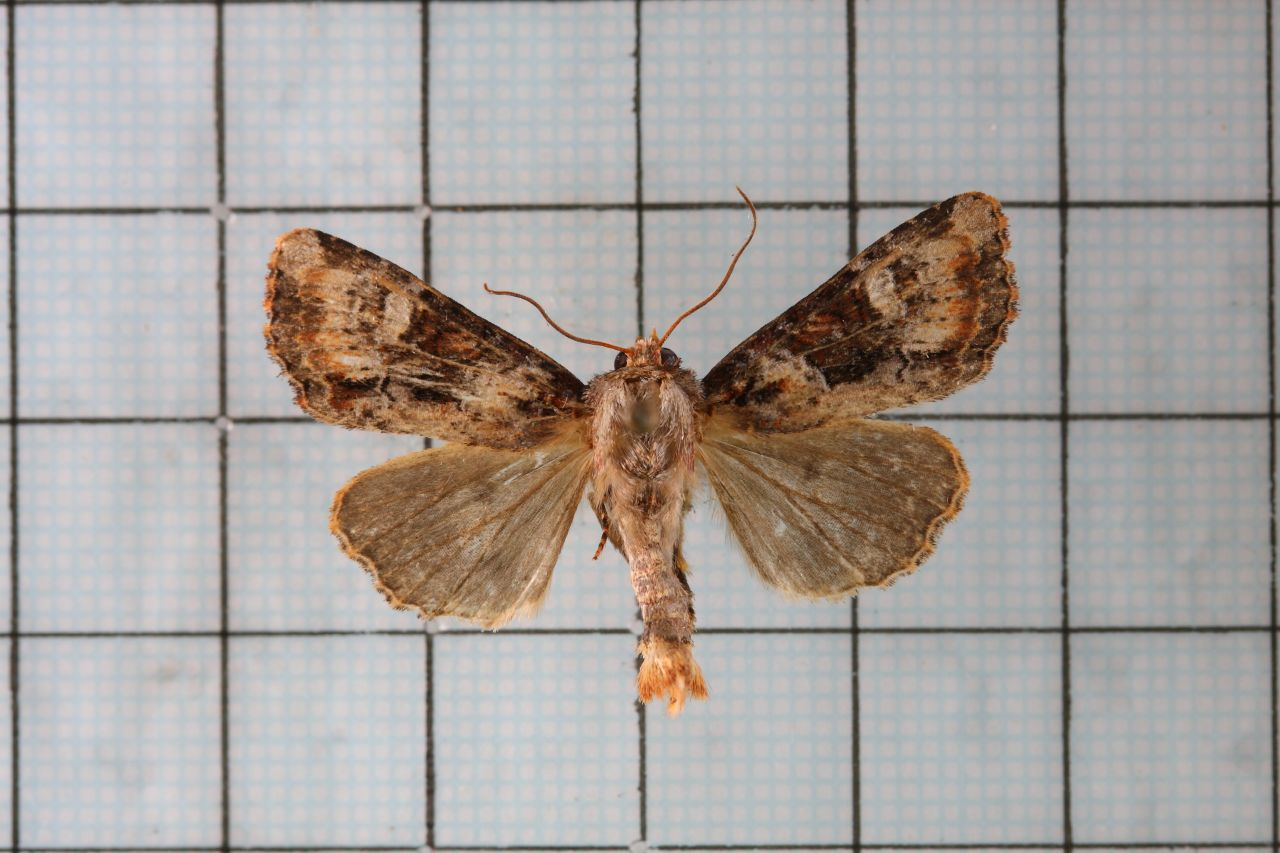
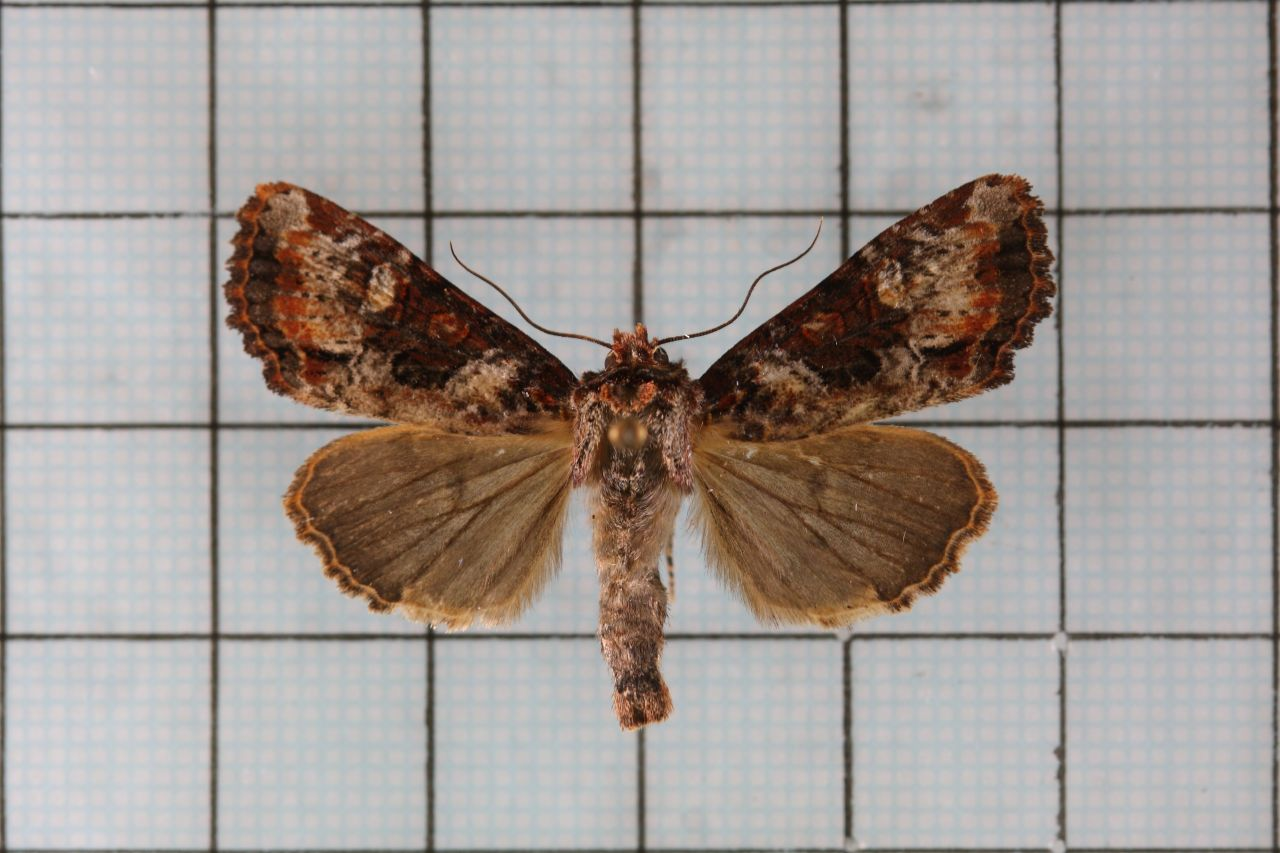
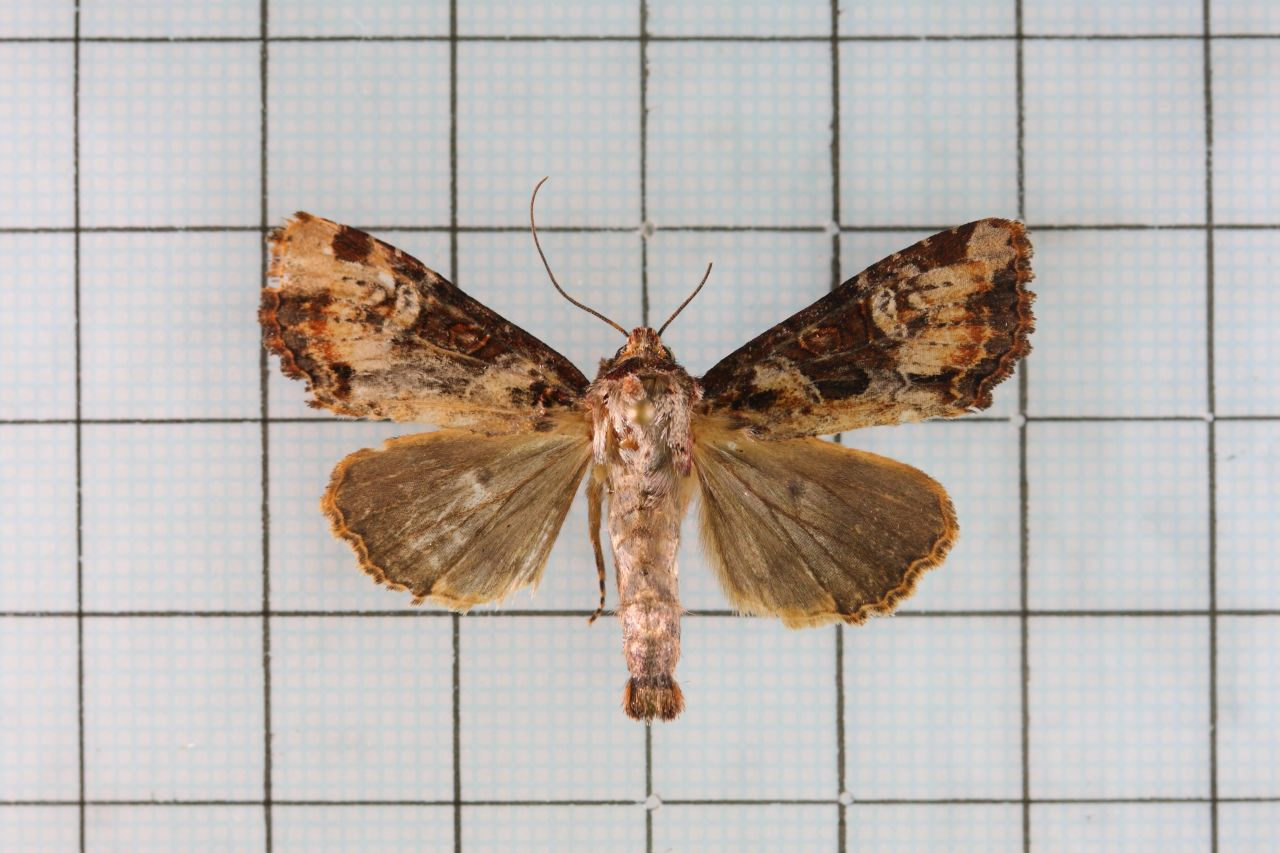
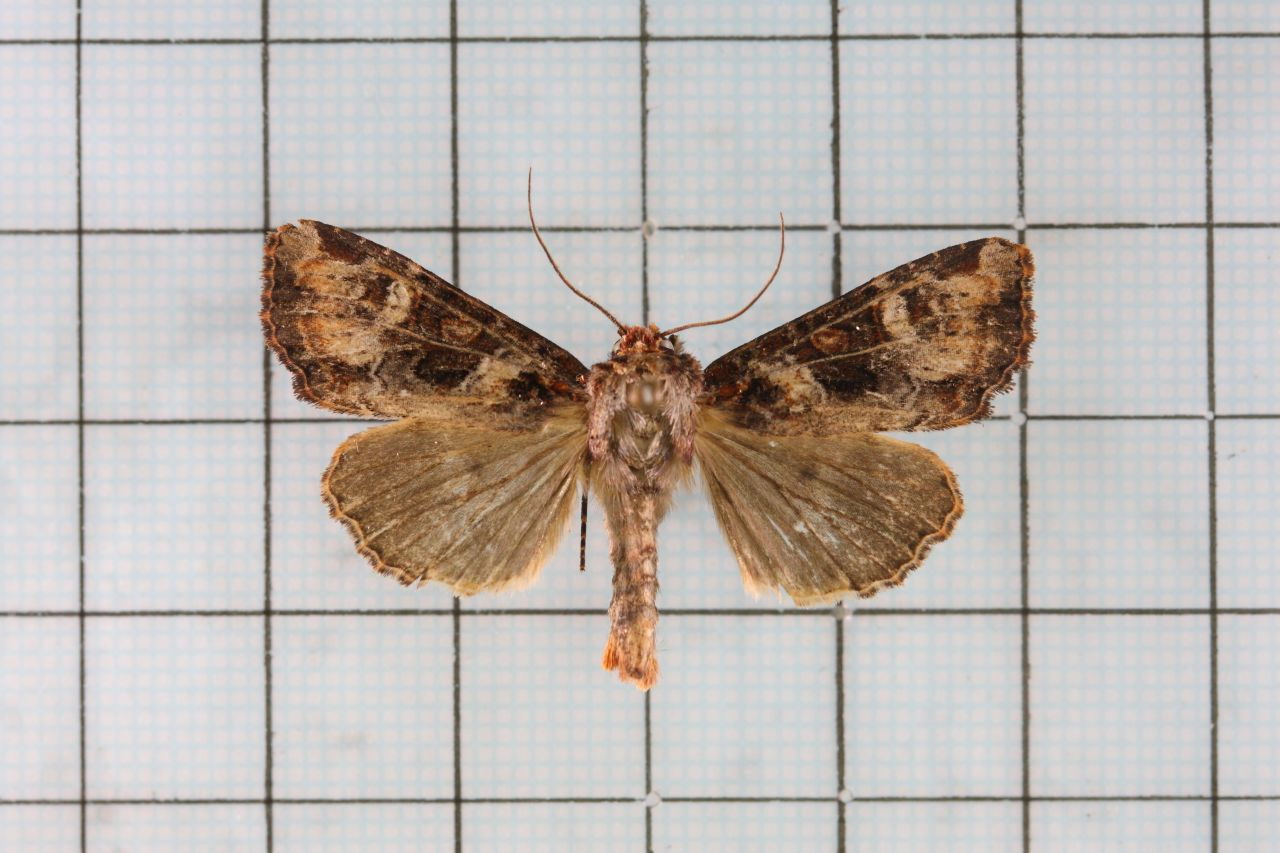